# Indiana Fever 2023
La stagione 2023 delle Indiana Fever fu la 24ª nella WNBA per la franchigia.
Le Indiana Fever arrivarono seste nella Eastern Conference con un record di 13-27, non qualificandosi per i play-off.

## Roster
| N° | Naz.                   | Ruolo | Sportivo         | Anno | Alt. | Peso |
| -- | ---------------------- | ----- | ---------------- | ---- | ---- | ---- |
| 0  | Stati Uniti (bandiera) | G     | Kelsey Mitchell  | 1995 | 180  | 73   |
| 1  | Stati Uniti (bandiera) | A     | NaLyssa Smith    | 2000 | 193  | 84   |
| 3  | Australia (bandiera)   | G     | Kristy Wallace   | 1996 | 178  | 71   |
| 4  | Stati Uniti (bandiera) | AC    | Queen Egbo       | 2000 | 193  | 86   |
| 5  | Stati Uniti (bandiera) | A     | Victaria Saxton  | 1999 | 188  | 83   |
| 7  | Stati Uniti (bandiera) | AC    | Aliyah Boston    | 2001 | 196  | 100  |
| 10 | Stati Uniti (bandiera) | G     | Lexie Hull       | 1999 | 185  | 70   |
| 11 | Stati Uniti (bandiera) | G     | Maya Caldwell    | 1998 | 178  | 73   |
| 17 | Stati Uniti (bandiera) | G     | Erica Wheeler    | 1991 | 170  | 65   |
| 32 | Stati Uniti (bandiera) | A     | Emma Cannon      | 1989 | 188  | 86   |
| 34 | Stati Uniti (bandiera) | G     | Grace Berger     | 1999 | 183  | 73   |
| 35 | Stati Uniti (bandiera) | G     | Victoria Vivians | 1994 | 185  | 83   |
| 42 | Svezia (bandiera)      | C     | Amanda Zahui     | 1993 | 196  | 83   |

## Staff tecnico
- Allenatore: Christie Sides
- Vice-allenatori: Jessie Miller, Karima Christmas, Paul Miller
- Preparatore atletico: Garrett Hueber
- Preparatore fisico: Shannon Patterson